# هيلدا زاكس
هيلدا زاكس (بالسويدية: Hilda Sachs)‏ هي لغوية وكاتِبة ومترجمة وصحفية سويدية، ولدت في 13 مارس 1857 في Norrköping ‏ في السويد، وتوفيت في 26 يناير 1935 في Engelbrekt Parish ‏ في السويد.